# Vámospércsi Művésztelep
A Vámospércsi Művésztelep és Grafikai Műhely 1991-ben, a település fennállásának 700 éves évfordulója alkalmából alakult meg. A telep vezetője Fátyol Zoltán. Eleinte Vámospércsen élő, hozzá kötődő művészek alkottak itt, később Debrecenből és más városokból is érkeztek művészek. Évről évre 12-16 alkotó dolgozik a telepen.

## Mottó
A művésztelep nyarankénti megrendezésének célja kettős. A helyi és a szűkebb régióra történő kisugárzással a civil kultúra önszerveződésének támogatása a helyi önkormányzat tulajdonába kerülő és folyamatosan bővülő kortárs művészeti gyűjtemény kialakításával. Másrészt a művésztelep lehetőséget kíván biztosítani a régióban lévő kortárs szellemiségű művészet bemutatására és népszerűsítésére, kortárs művek megszerzésével a vámospércsi gyűjtemény számára. 

## Résztvevők újabban
- Brúgós Zenóbia
- Durucskó Zsolt
- Éles Bulcsú
- Fátyol Viola
- Fátyol Zoltán
- Fehér Adrienn
- Ferenczy András
- Gál Barbara
- Gonda "Szikh" Zoltán
- Holló Barna
- Illés Dávid
- Kányási Holb Margit
- László János
- Lehó István
- Papp Károly
- Seres Géza
- Szoboszlai Lili
- Varga József
- Somogyi László Gábor
- Szűcs Réka
- Vida Márton Péter

## Korábbi tagok
Bentze Ibbi, Bobonka Kornél, Burai István, Ferenczy Béla, Gáspár József, Gnándt Ferenc, Kopócsy Judit, Kónya Ábel, Kővári Attila, Ludman Éva, Nagy Sándor Zoltán, Orbán János, Pap János, Pekárovics Zoltán, Pokrócz Mária, Potyók Tamás, Recskó Béla, Sebestyén József András, Soltész Péter, Somogyi László Gábor , Soprhin, Diane, Süli-Zakar Szabolcs, Szakáll Szilvia, Tóth Miklós, Tolvaly Panna, Vígh István